# Zbigniew Stec
Zbigniew Stec  (ur. 20 stycznia 1952,  zm. 11 czerwca 2014 we Włocławku) – polski artysta malarz.

## Życiorys
Mieszkał i tworzył we Włocławku. Uprawiał malarstwo sztalugowe i rysunek. Tworzył w duchu surrealizmu i metafory. Od 1978 roku należał do Związku Polskich Artystów Plastyków, a od 2000 Stowarzyszenia Polskich Artystów Karykatury. Był dwukrotnym (w latach 1980 i 1990) stypendystą Ministerstwa Kultury i Sztuki, a w latach 1985, 1987 i 1989 stypendystą wojewody włocławskiego. W 1991 roku otrzymał stypendium „Fundacji Pollock – Krasner” z Nowego Jorku.
Pierwszą wystawę indywidualną miał w 1974 roku w rodzinnym mieście. Od tego czasu przedstawiał swoje obrazy na ponad 50. wystawach indywidualnych. Brał udział w kilkudziesięciu wystawach zbiorowych. Otrzymał 30 nagród i wyróżnień. Obrazy jego znajdują się w zbiorach w wielu krajach.

## Wystawy indywidualne
- 1974 – Włocławek, klub „Krokus”
- 1975 – Toruń, klub „Iskra”
- 1976 – Bydgoszcz, klub „Orion”
- 1978 – Toruń, klub „Iskra”
- 1978 – Włocławek, Wojewódzki Dom Kultury
- 1980 – Kwidzyn, Muzeum – Zamek
- 1981 – Warszawa, „Galeria Rzeźby” Stołecznego BWA
- 1982 – Toruń, Galeria PSP
- 1984 – Warszawa, KMPiK – „Galeria Ściana Wschodnia”
- 1985 – Konin, klub „Hutnik”
- 1986 – Włocławek, Muzeum Ziemi Kujawskiej i Dobrzyńskiej, wystawa „Otwartych oczu sen”
- 1987 – Mohylew i Bobrujsk na Białorusi
- 1988 – Katowice, Centrum Kultury
- 1988 – Kraków, Galeria „Pisma Literacko Artystycznego”
- 1988 – Włocławek, „Narodziny obrazu” – pokaz obrazów
- 1988 – Włocławek, Galeria PSP
- 1989 – Włocławek, Muzeum Ziemi Kujawskiej i Dobrzyńskiej, „Przestrzenie moich światów”
- 1989 – Izbica Kujawska, Gminny Ośrodek Kultury
- 1990 – Poznań, Galeria „A”
- 1990 – Włocławek, KMPiK
- 1990 – Włocławek, kościół pod wezwaniem św. Józefa
- 1991 – Brodnica, Galeria „Baszta”
- 1991 – Włocławek, BWA
- 1992 – Bydgoszcz, Galeria Gazety Wyborczej
- 1992 – Kopenhaga, Ratusz Miejski
- 1992 – Toruń, Galeria „Na piętrze” ZPAP-u
- 1992 – Bydgoszcz, Bydgoski Bank Komunalny
- 1992 – Gdańsk, „Art Carillon Gallery”
- 1993 – Lussac les Chateaux, Francja – „Trzy razy metafora”
- 1994 – Toruń, Galeria Twórczości Niepełnosprawnych
- 1995 – Włocławek, Państwowa Galeria Sztuki Współczesnej – „Krople wyobraźni”
- 1995 – Bydgoszcz, BWA – „Krople wyobraźni”
- 1996 – Konin, Państwowa Galeria „Wieża Ciśnień”
- 1996 – Częstochowa, Miejska Galeria Sztuki
- 1996 – Ustka, Galeria Bałtycka
- 1996 – Sławno, Dom Kultury
- 1996 – Darłowo, Muzeum – Zamek Książąt Pomorskich
- 1996 – Radziejów, biblioteka
- 1997 – Ciechocinek, Kawiarnia „Urocza”
- 1998 – Inowrocław, Muzeum im. J. Kasprowicza
- 1998 – Aabenraa, Dania, Galeria „Jutta”
- 1998 – Warszawa, Pałac Branickich – Galeria Prezydenta Warszawy, „Na skrzydłach marzeń”
- 1999 – Ciechocinek, klub Amazonka – „Prezentacje 99”
- 1999 – Bydgoszcz, Galeria „Teatralna”
- 1999 – Włocławek, Galeria Sztuki Współczesnej – „Mój czas, twój czas”
- 2000 – Radziejów, biblioteka
- 2001 – Toruń, hotel „Petite Fleur”
- 2003 – Toruń, hotel „Retman”
- 2004 – Toruń, Galeria „Salwador”
- 2005 – Wrocław, „Hotel HP Park Plaza”
- 2005 – Włocławek, Galeria Sztuki Współczesnej
- 2007 – Włocławek, Dobrzyńsko-Kujawskie Towarzystwo Kulturalne

## Ważniejsze wystawy zbiorowe
- 1978 – Toruń, Frombork, „Człowiek – kosmos”
- 1978 – Sopot, „Biennale Młodych Twórców”
- 1979 – Toruń, „Malarstwo figuratywne Polski Północnej”
- 1979 – Barcelona, Biennale „Sport w sztukach pięknych”
- 1979 – Poznań, Ogólnopolski konkurs malarski na obraz im. J. Spychalskiego
- 1981 – Getynga, „Współczesne malarstwo i grafika z Torunia”
- 1981 – Radom, Ogólnopolski salon zimowy plastyki
- 1982 – Radom, Ogólnopolski salon zimowy plastyki
- 1982 – Paryż, Grand Palais, „Biennale Młodych Ekspresonistów”
- 1984 – Poznań, Targi Sztuki „Interart”
- 1985 – Poznań, Targi Sztuki „Interart”
- 1985 – Barcelona, Biennale „Sport w sztukach pięknych”
- 1988 – Warszawa, „Każdemu czasowi jego sztuka” – „Arsenał”
- 1989 – Toruń, „Tumult toruński '89” – „Sztuka poza centrum”
- 1991 – Katowice i Warszawa, „Bóg, diabeł, demony i...”
- 1993 – Warszawa, Szczecin, „Polsko-Czeska współpraca na morzu”
- 1994 – Lens, Bruay la Baissiere, Francja, „Tendances”
- 1995, 1996, 1997 – Częstochowa, Sieradz, Wrocław, Słupsk, Elbląg, Włocławek, Radom, Kielce, Wałbrzych,Jelenia Góra,
- 1997 Praha w Czechach – „Polscy surrealiści”
- 1998 – Gorzów, Włocławek, Kołobrzeg – VIII Biennale Sztuki Religijnej
- 1998 – Warszawa, Toruń – „V Annale '97”
- 1999 – Bydgoszcz – „Aqua fons vitae”
- 2001 – Getynga – Dom Plastyka – wystawa pokonkursowa „Dzieło roku '99”
- 2003 – Sztokholm – targi sztuki
- 2004 – Berlin, „Kunstbrucke – Sztuka buduje pomost” – Trzy generacje polskiego malarstwa współczesnego

## Nagrody
- 1979 – I nagroda w konkursie malarskim im. P. Michałowskiego w Grudziądzu
- 1979 – wyróżnienie w konkursie malarskim „Obraz roku” w Toruniu
- 1979 – wyróżnienie w Ogólnopolskim konkursie malarskim im. J. Spychalskiego w Poznaniu
- 1982 – I nagroda w konkursie malarskim „Dzieło na zmówienie” we Włocławku
- 1983, 1984, 1986 – wyróżnienia w konkursach malarskich „Obraz roku” we Włocławku
- 1989 – III nagroda w konkursie malarskim „Obraz roku” w Toruniu
- 1989 – wyróżnienie w Ogólnopolskim konkursie malarskim „Prowincja” we Włocławku
- 1991 – III nagroda w konkursie malarskim „Zabytki sakralne woj. włocławskiego w sztuce”
- 1992 – nagroda „Felix” za osiągnięcia twórcze w 1991 roku ufundowana przez redakcję Gazety Wyborczej
- 1994 – I nagroda w konkursie malarskim „Włocławskie impresje”
- 1994 – wyróżnienie w I Triennale Plastyki Włocławskiej
- 1995 – nagroda „Pegaz” – Medal Wojewody Włocławskiego dla największej indywidualności w kulturze woj. włocławskiego 1994–1995
- 1995 – wyróżnienie w konkursie malarskim „Włocławskie impresje”
- 1997 – I nagroda w konkursie „Dzieło roku '96” w Toruniu
- 1997 – nagroda ZPAP na „Annale '96” w Toruniu
- 1997 – wyróżnienie w konkursie „Włocławskie impresje”
- 1997 – II nagroda w II Triennale Plastyki Włocławskiej
- 1998 – wyróżnienie „Vinpolu” w konkursie „Dzieło roku '97” w Toruniu
- 1998 – nagroda Wojewody Włocławskiego na „V Annale '97” w Toruniu
- 1998 – wyróżnienie w konkursie „Włocławskie impresje”
- 1999 – nagroda Prezydenta Włocławka
- 2000 – wyróżnienie w konkursie „Dzieło roku '99” w Toruniu
- 2000 – II nagroda w konkursie malarskim „Włocławskie impresje”
- 2000 – wyróżnienie honorowe w III Triennale Plastyki Włocławskiej
- 2002 – III nagroda w konkursie malarskim „Włocławskie impresje”
- 2003 – Nagroda Główna Prezydenta Włocławka w konkursie malarskim „Włocławskie impresje”
- 2004 – wyróżnienie honorowe w konkursie malarskim „Włocławskie impresje”
- 2005 – I nagroda w Ogólnopolskim konkursie rysunku satyrycznego pt. „Teatr”
- 2005 – I nagroda w konkursie malarskim „Włocławskie impresje”
- 2006 – I nagroda w konkursie „Włocławskie impresje”
- 2007 – I nagroda w konkursie „Włocławskie impresje”